# Wannchampsus
Wannchampsus — вимерлий рід паралігаторових неозухій, близьких до справжніх крокодилів, але не є такими. Він відомий зі скам'янілостей, виявлених у породах нижньої крейди в північно-центральному Техасі, США.
Ваннампсус базується на SMU 76604, частковому черепі та нижній щелепі. Ця скам’янілість прикріплена за допомогою матриці до іншої частини черепа того ж роду та виду, SMU 76605. Було знайдено декілька інших скам’янілостей, пов’язаних з ними, переважно передніх кінцівок і хребців. Ці скам'янілості були знайдені в гірських породах пізнього аптського періоду нижньої крейди утворення Близнюкових гір, на південний захід від Стівенвіля, в окрузі Команчі, штат Техас; це місце також відоме як місце проживання динозаврів Проктор-Лейк. Wanchampsus був описаний в 2014 році Томасом Адамсом. Типовим видом є A. kenpachi, на честь Уеслі Кірпача, «який зіграв важливу роль у відкритті та розкопках типового зразка». Черепа описані як «низькі та широкі» і маленькі; довжина SMU 76604 оцінюється в 64 міліметри, а SMU 76605 — у 62 міліметри. На нижній щелепі відсутні зовнішні вікна нижньої щелепи, збільшені третій зуб верхньої щелепи (основна зубопровідна кістка верхньої щелепи) і четвертий зуб дентарної (зубоносна кістка нижньої щелепи). Зуби стають ширшими і менш конічними, повертаючись до щелепного суглоба, а зуби на передньому кінці нижньої щелепи виступають вперед (передній кінець верхньої щелепи, що складається з передщелепних кісток, невідомий). Особливості черепа та хребців вказують на те, що ці особини недорослі. Адамс провів філогенетичний аналіз і виявив, що Wanchampsus kirpachi є похідним паралігаторідом, тісно пов’язаним із «формою Glen Rose», яку він вважав належною до роду Wanchampsus.